# Leucophenga denigrata
Leucophenga denigrata är en tvåvingeart som beskrevs av Bachli 1971. Leucophenga denigrata ingår i släktet Leucophenga och familjen daggflugor. Inga underarter finns listade i Catalogue of Life.